# Kim Wexler
Kimberly Wexler dit Kim Wexler est un personnage majeur de la série Better Call Saul. Interprétée par Rhea Seehorn, Kim Wexler est une avocate, par ailleurs en couple avec Jimmy McGill (alias Saul Goodman).

## Biographie
Née en 1968 (d'après son permis de conduire dans JMM), Kim a été élevée dans plusieurs villes du Nebraska, dont Red Cloud, mais reste volontairement vague sur son passé. Dans un flash-back dans Wexler v. Goodman, Kim est montrée comme s'était rendue autonome à l'adolescence pour contrer l'alcoolisme de sa mère. Dans The Guy for This, elle affirme que, lorsqu'elle était enfant, sa mère les déplaçait fréquemment afin de garder une longueur d'avance sur les propriétaires à qui ils devaient des impayés, et qu'elle n'a jamais eu d'endroit où se sentir chez elle. Kim affirme également qu'elle a déménagé à Albuquerque en raison des possibilités limitées offertes dans sa ville natale. Kim a travaillé dans la salle du courrier de la société Hamlin, Hamlin and McGill (HHM), dont Howard Hamlin et Chuck McGill étaient les principaux associés. Le frère cadet de Chuck, Jimmy, est employé dans la salle du courrier, car Chuck insiste pour qu'il ait un emploi légitime et se débarrasse de son passé d'escroc. HHM lui ayant prêté l'argent nécessaire pour payer ses études de droit, elle termine sa formation et rejoint le cabinet en tant que collaboratrice.
Après avoir été admise au barreau, Kim est rapidement devenue l'un des meilleurs avocats de HHM, et sa réussite a incité Jimmy à suivre secrètement des cours de droit à distance pour devenir avocat. Avec les encouragements de Kim, Jimmy a commencé à travailler en solo après que HHM a décidé de ne pas l'engager en tant qu'associé. Pendant la période précédant les événements de Better Call Saul, Kim et Jimmy ont développé une relation personnelle étroite, qui finit par devenir amoureuse.

## Réception
Pour son interprétation du rôle, Rhea Seehorn remporte deux Satellite Awards dans la catégorie de la meilleure actrice dans un second rôle dans une série télévisée en 2015 et 2016.
En 2017, le réalisateur Vince Gilligan déclare que s'il devait y avoir une autre série spin-off dans l'univers de Breaking Bad, Kim Wexler en serait probablement le personnage principal.